# Formica primitiva
Formica primitiva är en myrart som beskrevs av Oswald Heer 1850. Formica primitiva ingår i släktet Formica och familjen myror. Inga underarter finns listade i Catalogue of Life.